# Krnčice
Krnčice (s předložkou 2. pád do Krnčic, 6. pád v Krnčicích) jsou vesnice, místní část Nových Syrovic. Ve vesnici žije 120 obyvatel.

## Geografická charakteristika
Katastrální území Krnčic leží na jihu kraje Vysočina v okrese Třebíč. Na severu sousedí s Jackovem a Moravskými Budějovicemi, na západě a jihu s Novými Syrovicemi, na jihu s Lázem, na východě s územím Vescí a Lažínek.
Krnčice se rozkládají asi 2,5 km jižně od Moravských Budějovic, s nimiž jsou spojeny silnicí č. II/411. Nadmořská výška vesnice se pohybuje kolem 432 m n. m. Obcí protéká řeka Jevišovka, za obcí napájející Krnčický rybník.

## Historie
První písemná zmínka o Krnčicích pochází z roku 1351. Koncem roku 1945 a začátkem roku 1946 proběhla parcelace konfiskovaného velkostatku (Wallisové z Karighmainu) mezi místní malé zemědělce a deputátníky (budovy, pole, stodola, zahrady, dobytek a strojní vybavení). Budova palírny s deputátními byty připadla MNV (později ji demoloval). V roce 1946 byla na pozemcích u Krnčic zřízena Mlékárnou Zemědělské družiny v Moravských Budějovicích drůbežárna. V roce 1948 převzal MNV od Josefa Štěrby,budovu č.1 zvanou zámeček, kterou získal během parcelace. V obci je kaple postavená v letech 1910-1912 zasvěcená Nejsvětějsímu srdci Páně.Kapli postavili na vlastní náklad manželé František a Anna Kabelkovi z čísla 7. V roce 1953 bylo v Krnčicích založeno JZD. V roce 1960 byl v obci zbudován areál ČSLA (Vojenský areál-Kasárna Krnčice). Areál krnčických kasáren při silnici 49°1′55″ s. š., 15°47′37″ v. d. na Moravské Budějovice opustila Armáda České republiky v roce 1998.
Z hlediska územní správy byly Krnčice v letech 1869–1890 obcí v okrese Znojmo, v letech 1900–1950 obcí v okrese Moravské Budějovice. Jako část Nových Syrovic v okrese Třebíč jsou Krnčice vedeny od roku 1961.
| Rok            | 1869 | 1880 | 1890 | 1900 | 1910 | 1921 | 1930 | 1950 | 1961 | 1970 | 1980 | 1991 | 2001 |
| -------------- | ---- | ---- | ---- | ---- | ---- | ---- | ---- | ---- | ---- | ---- | ---- | ---- | ---- |
| Počet obyvatel | 204  | 205  | 216  | 253  | 248  | 265  | 227  | 210  | 207  | 171  | 147  | 137  | 134  |

## Pamětihodnosti
- kaple Nejsvětějšího Srdce Ježíšova, kaple byla v roce 2020 rekonstruována.[10]
- zámeček

## Osobnosti
- Bohumil Doležal (1911–2000), profesor, lesník
- Gracián Chaloupka (1904–1976), historik